# Microtragus multituberculatus
Microtragus multituberculatus là một loài bọ cánh cứng trong họ Cerambycidae.